# Forest-Saint-Julien
 Forest-Saint-Julien  es una población y comuna francesa, situada en la región de Provenza-Alpes-Costa Azul, departamento de Altos Alpes, en el distrito de Gap y cantón de Saint-Bonnet-en-Champsaur.

## Demografía
| 227 | 231 | 197 | 177 | 178 | 218 |
| Para los censos de 1962 a 1999 la población legal corresponde a la población sin duplicidades (Fuente: INSEE [Consultar]) |     |     |     |     |     |